# محمدرضا نجفی (سیاستمدار)
محمدرضا نجفی، از چهره‌های صنعتی و اقتصادی اصلاح‌طلب و نماینده سابق تهران در دوره دهم مجلس شورای اسلامی بود. او دانش‌آموخته مهندسی صنایع در دانشگاه صنعتی امیرکبیر (پلی تکنیک تهران) بود. او در تاریخ شانزدهم آبان ۱۳۹۹ بر اثر عارضه قلبی درگذشت.

## نماینده تهران در مجلس دهم
در دهمین دوره انتخابات مجلس شورای اسلامی، محمدرضا نجفی، در لیست سی نفرهٔ ائتلاف فراگیر اصلاح طلبان: گام دوم در تهران حضور داشت و توانست با کسب ۱٬۱۱۸٬۱۱۹ رأی، در رتبهٔ بیست و هشتم تهران، وارد مجلس دهم شود.
اصولگرایان با ادعای اینکه نامبرده در موعد ۶ ماهه از سمت سرپرستی معاونت استانداری مرکزی استعفا نداده صلاحیت قانونی وی برای ورود به مجلس را زیر سؤال برده و خواستار رد صلاحیت وی شدند. ابراهیمیان عضو حقوقدان شورای نگهبان اعلام داشت که هنوز شکایتی در این خصوص به شورای نگهبان واصل نشده و از سوی دیگر معاون سیاسی وزیر کشور نیز اعلام داشت که چنین معاونتی در استانداری مرکزی وجود ندارد. سرانجام شورای نگهبان در شامگاه ۲۶ اسفند ۱۳۹۴، صحت انتخابات دهمین دوره مجلس شورای اسلامی در حوزه تهران، ری، شمیرانات، اسلامشهر و پردیس را مورد تأیید قرار داد و صلاحیت قانونی محمدرضا نجفی نیز به عنوان منتخب مردم تهران مورد تأیید این شورا قرار گرفت.

## سوابق
- مدیرعامل و نائب رئیس هیئت مدیره شرکت شهر صنعتی کاوه/ منطقه ویژه اقتصادی کاوه
- مدیرعامل و رئیس هیئت مدیره سابق شرکتهای پیشگامان الکترونیک ایران
- مدیر عامل و نایب رئیس هیئت مدیره شرکت الیاف
- مدیره عامل و نایب رئیس هیئت مدیره شرکت نساجی کردستان
- مدیر عامل و رئیس هیئت مدیره شرکت عمران و توسعه شهرک غرب
- سرپرست باشگاه فرهنگی ورزشی کاوه (تیم لیگ یکی فوتبال کشور، جام آزادگان)
- مدیرکل دانشجوئی دانشگاه صنعتی امیر کبیر
- مدیرکل فرهنگی دانشگاه صنعتی امیرکبیر
- رئیس هیئت تصفیه واحد عمران شهرک قدس
- عضو شورای پژوهشی مرکز مطالعات دانشگاه تربیت مدرس
- دبیر سابق انجمن اسلامی دانشجویان دانشگاه صنعتی امیرکبیر
- عضو شورای فرهنگی دانشگاه صنعتی امیرکبیر
- نماینده تهران، اسلامشهر، شمیرانات، ری و پردیس درمجلس
- عضو کمیسیون صنایع و معادن مجلس شورای اسلامی
- نماینده ناظر در شورای برنامه‌ریزی و توسعه استان تهران
- نماینده ناظر در شورای معادن استان تهران
- عضو هیئت تحقیق و تفحص از واگذاری معادن در کشور
- نایب رئیس مجمع نمایندگان استان تهران
- عضو کمیسیون تلفیق برنامه پنجساله ششم توسعه کشور در مجلس شورای اسلامی
- رزمنده و جانباز دفاع مقدس.[۲]

## درگذشت
محمدرضا نجفی نماینده مردم تهران در دوره دهم مجلس شورای اسلامی در تاریخ شانزدهم آبان‌ماه ۱۳۹۹ به دلیل عارضه قلبی درگذشت.
محمدرضا نجفی ۵۱ ساله و جانباز شیمیایی جنگ هشت ساله ایران و عراق بود.